# Johannes Hoen (1380-1463)

Familiewapen Van Hoensbroeck

Johan Hoen ook genoemd Johan van Hoensbroeck (1380-na 1463) was de oudste zoon van Nicolaas II Hoen uit het geslacht Van Hoensbroeck en Aleijt Catharina van Maschereel (1363-1428).
Hij was ridder in 1397 en werd heer van Velroux en Plainevaux in 1423, 2e heer van helft Hoensbroek en leenman van Beverst 1434-1463 en heer van Dieteren in 1441.
Hij trouwde op 20 maart 1423 te Luik met Maria Jansdr. van Corswarem vrouwe van Nandrin (1381-) de dochter van Jan van Corswarem heer van Nandrin en Maria van Berlo. Beverst behoorde eerst aan de heerlijkheid Oerle, zelf een leen van het graafschap Loon. De oudst bekende heer van Beverst is Jan de Velroux, die de heerlijkheid in 1420 verheft. Het leen is achtereenvolgens in bezit van de families de Velroux 1420-1434, Hoen van Hoensbroeck (1434) en de Geloes (1588). 

Uit zijn huwelijk is geboren:
- Johannes (Johan) Hoen (ca. 1424-)
- Nicolaas Hoen (ca. 1427-)
- Johannes Hoen heer te Beverst, Velroux, Plenevaux en Visschersweert en drost te Brüggen (ca. 1429-1522)

In 1395 woont Johan de leenheer van Dieteren in Visserweert. Mechtilde Wilde, die getrouwd was met Jacob van Lent, een neef van Johan, ontving het leen, welk Jacob voorheen in leen had.